# Драмешина
Драмешина (серб. Драмешина / Dramešina) — село в общине Гацко Республики Сербской Боснии и Герцеговины. В настоящее время село необитаемо.